# Нийл Турок
Нийл Джефри Турок (на английски: Neil Turok) е южноафрикански физик.

## Биография
Нийл Турок е роден на 16 ноември 1958 г. в Йоханесбург, Южна Африка. Родителите му са били активисти в движението срещу апартейда и Африканския национален конгрес.
След като завършва колеж Чърчил, Кеймбридж, Турок получава докторска степен в Имперския колеж, Лондон, под ръководството на Дейвид Олив, един от изобретателите на теорията на суперструните. Специализирал е математическа физика и физика на ранната Вселена.

## Награди и отличия
Той е почетен директор на Периметърския институт за теоретична физика от 2019 г. 